# Kurumi Yonao
Kurumi Yonao (jap. 與猶くるみ, Yonao Kurumi; * 1. Dezember 1992) ist eine japanische Badmintonspielerin. 

## Karriere
Kurumi Yonao siegte 2011 bei den Malaysia International im Damendoppel mit Naoko Fukuman. Bei der Japan Super Series 2011 schieden beide dagegen in der 1. Runde aus. 2012 wurden sie bei den Canadian Open Dritte und bei den Osaka International Zweite. Die Maldives International 2012 konnten die Paarung für sich entscheiden.

## Referenzen
- http://web.archive.org/web/20130605053703/http://panasonic.co.jp/sports/badminton/member/yonao_kurumi/

| Personendaten    | Personendaten                 |
| ---------------- | ----------------------------- |
| NAME             | Yonao, Kurumi                 |
| ALTERNATIVNAMEN  | 與猶くるみ                    |
| KURZBESCHREIBUNG | japanische Badmintonspielerin |
| GEBURTSDATUM     | 1. Dezember 1992              |